# Castilleja lineariloba
Castilleja lineariloba är en snyltrotsväxtart som först beskrevs av George Bentham, och fick sitt nu gällande namn av Tsan Iang Chuang och L.R. Heckard. Castilleja lineariloba ingår i släktet målarborstar, och familjen snyltrotsväxter. Inga underarter finns listade i Catalogue of Life.